# Австрия на «Евровидении-2014»
Австрия приняла участие в музыкальном конкурсе «Евровидение 2014» в Копенгагене с песней «Rise Like a Phoenix» в исполнении дрэг-квин Кончиты Вурст и победила впервые после конкурса «Евровидение 1966». Представитель был выдвинут австрийской национальной телекомпанией «ORF» без проведения национального кастинга.

## Выбор кандидата и последовавшие реакции
В начале сентября 2013 года в ORF официально объявили о том, что Кончита Вурст будет представлять Австрию на будущем конкурсе «Евровидение», который пройдёт в мае 2014 года в Копенгагене. При этом никакого отборочного национального конкурса проводиться не будет. Ранее Кончита Вурст уже участвовала в национальном отборе на «Евровидение 2012», где заняла второе место (набрав 49 % голосов), лишь немного уступив хип-хоп-дуэту Trackshittaz (51 %), который позднее на самом конкурсе даже не попал в финал.
Решение ORF не проводить национальный кастинг вызвало множество споров и протестов, а в сети Facebook была организована группа «Нет Кончите Вурст на Евровидении!», которая за несколько дней набрала десятки тысяч человек. Несмотря на то, что создатели страницы протестовали не против самой Кончиты Вурст как таковой, а против её выдвижения без проведения отборочного кастинга, страница была наполнена множеством постов гомофобного и уничижительного содержания. Однако пресса подметила, что в 2007 году на Евровидение также без проведения предварительного отбора выдвигался Эрик Папилайа, что тогда не вызвало никаких протестов.
В стране разгорались жаркие дебаты по поводу участия травести-артиста в конкурсе, нередко выливавшиеся в открыто гомофобные оскорбления. При этом противники участия Кончиты Вурст в конкурсе редко затрагивали тему музыки и направляли негатив, в основном на личность и образ артиста. Австрийский музыкант и комик Альф Пойер, который сам представлял Австрию на «Евровидении-2003», заявил, что если кто-то не знает, мужчина он или женщина, то его место в психушке, а не на Евровидении. Шеф правоориентированной Партии Свободы Хайнц-Кристиан Штрахе похвалил Пойера за его «мужественное мнение». Позднее уже после победы Кончиты Вурст Пойер принёс ей официальные извинения, а Штрахе хоть и не извинился, однако поздравил Кончиту с победой на своей странице в Facebook.
В октябре 2013 года министерство информации Белоруссии получило петицию, призывающую телеканал БТРК вырезать выступление Вурст из вещания Евровидения. В петиции заявлялось, что Евровидение превратилось в «в рассадник содомии» и выдвижение Вурст является «попыткой европейских либералов навязать свои ценности Белоруссии и России». Позднее с похожими заявлениями против артиста выступили и некоторые российские консервативные организации и деятели. Аналогичное ходатайство также было направлено в Министерство связи и массовых коммуникаций Российской Федерации от ряда консервативных активистов, в котором было собрано более 400 подписей.
Многие журналисты сравнивали Кончиту Вурст с другими «неоднозначными женщинами» на Евровидении, имеющими различный успех на конкурсе. Так, в 1998 году конкурс выиграла трансгендерная женщина Дана Интернэшнел, а в 2002 году дрэг-квин-трио Sestre из Словении заняло только 14-е место. В 2007 году Верка Сердючка заняла второе место, а датский травести-артист DQ даже не прошёл в финал. Некоторые припомнили участие культивирующего образ лесбиянок дуэта «Тату», а также не скрывающих свою гомосексуальность исполнителей Клиффа Ричарда и Марию Шерифович. Ряд обозревателей также вспомнили неудачное выступление Индюка Дастина в 2008 году и победу группы Lordi в 2006, рассуждая о том, что эпатажный образ не гарантирует успех на конкурсе Евровидения.

## На Евровидении в Копенгагене
Представитель Австрии на конкурсе выступал и победил во втором полуфинале 8 мая и в финале 10 мая 2014 года. Австрия в финале получила 13 наивысших баллов (12) от голосовавших стран.

### Голоса за Австрию
| 12 очков                                                                        | 10 очков                                                | 8 очков    | 7 очков      | 6 очков     |
| ------------------------------------------------------------------------------- | ------------------------------------------------------- | ---------- | ------------ | ----------- |
| - Великобритания - Греция - Ирландия - Италия - Румыния - Финляндия - Швейцария | - Грузия - Израиль - Литва - Мальта - Польша - Словения | - Норвегия | - Белоруссия | - Македония |
| 5 очков                                                                         | 4 очка                                                  | 3 очка     | 2 очка       | 1 очко      |
|                                                                                 | - Германия                                              |            |              |             |

| 12 очков | 10 очков                                                            | 8 очков                     | 7 очков               | 6 очков       |
| --- | ------------------------------------------------------------------- | --------------------------- | --------------------- | ------------- |
| - Бельгия - Великобритания - Греция - Израиль - Ирландия - Испания - Италия - Нидерланды - Португалия - Словения - Финляндия - Швейцария - Швеция | - Венгрия - Грузия - Исландия - Литва - Мальта - Норвегия - Франция | - Дания - Румыния - Украина | - Германия - Молдавия | - Латвия      |
| 5 очков | 4 очка                                                              | 3 очка                      | 2 очка                | 1 очко        |
| - Албания - Россия | - Эстония                                                           | - Македония                 | - Черногория          | - Азербайджан |

Ноль очков:  Армения,  Белоруссия,  Польша,  Сан-Марино

### Голоса от Австрии
| 12 очков | Румыния    |
| 10 очков | Белоруссия |
| 8 очков  | Финляндия  |
| 7 очков  | Словения   |
| 6 очков  | Швейцария  |
| 5 очков  | Норвегия   |
| 4 очка   | Ирландия   |
| 3 очка   | Греция     |
| 2 очка   | Польша     |
| 1 очко   | Мальта     |

| 12 очков | Армения    |
| 10 очков | Нидерланды |
| 8 очков  | Румыния    |
| 7 очков  | Венгрия    |
| 6 очков  | Швеция     |
| 5 очков  | Украина    |
| 4 очка   | Финляндия  |
| 3 очка   | Швейцария  |
| 2 очка   | Исландия   |
| 1 очко   | Норвегия   |

## Реакции на победу Кончиты Вурст

### Встреча на родине

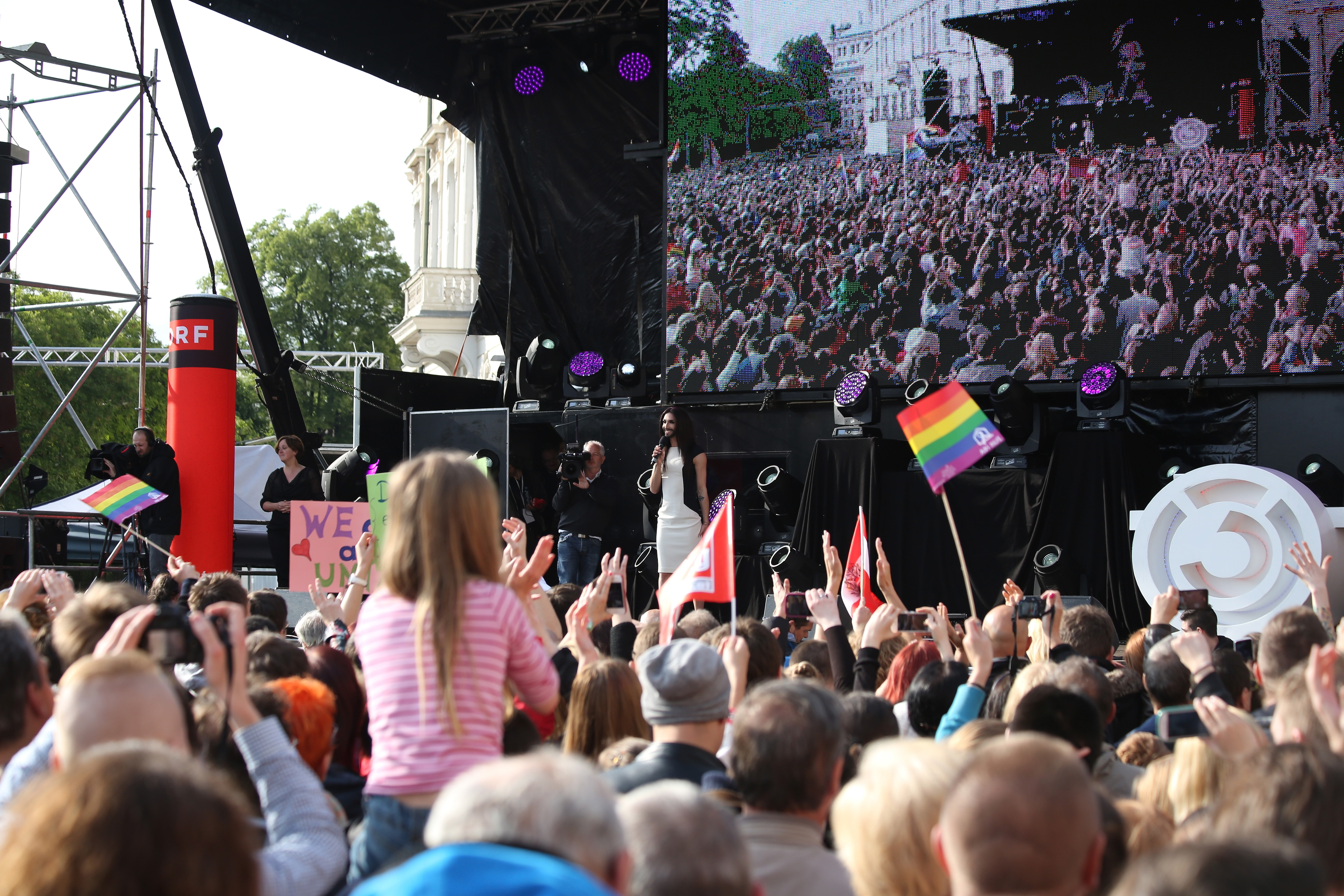
Выступление Кончиты Вурст в Вене 18 мая 2014 года

После возвращения в Австрию из Копенгагена Кончиту Вурст в аэропорту встречали сотни поклонников. Представители всех политических партий, за исключением правоориентированной Партии Свободы, поздравили фрау Вурст с победой. Ведущие политики страны даже лично поздравили артиста. Так, президент Хайнц Фишер опубликовал фото со встречи с Кончитой на своей странице в Facebook. Также он отметил эту победу словами: «Это не только победа Австрии, это, прежде всего победа многообразия и толерантности в Европе». Федеральный канцлер Вернер Файман также лично поздравил артиста. Министр культуры Австрии Йозеф Остермайер назвал победу Кончиты Вурст «знаком толерантности в Европе». Представители Социал-демократической партии высказали надежду, что это событие подтолкнёт политические реформы по продвижению равноправия, в частности — признание однополых браков.
Удо Юргенс, принёсший Австрии в 1966 году до сего дня единственную победу на Евровидении, в интервью немецкому изданию Bild признался, что испытал шок, впервые увидев Кончиту Вурст, однако затем, посмотрев одно ток-шоу с её участием, был удивлён тому, насколько интеллигентным и симпатичным оказался этот человек.
Однако не все единодушно высказывались за Вурст. Также звучала и критика. Так, по выражению члена Европарламента от Австрии Эвальда Штадлера, ему было стыдно за Австрию и за подобную победу.

### Реакции в СМИ
Победа Кончиты Вурст на Евровидении вызвала неоднозначную реакцию в СМИ во многих странах. Немецкая газета Frankfurter Allgemeine Zeitung назвала триумф травести-артиста «победой толерантности». Итальянская газета La Repubblica называет Кончиту «знаменем сексуальных меньшинств» и утверждает, что «весь Интернет без ума от Кончиты». The New York Times отмечает, что голос Кончиты «создан для Бродвея».
Немецкий журнал Stern называет победу Нойвирта не только национальной победой Австрии, но и победой для ЛГБТ всех стран, одновременно указывая, что сама конкурсная песня «была посредственной» и превратилась в «грандиозную» лишь «в комбинации с исполнителем». Издания Der Spiegel, Süddeutsche Zeitung и Die Welt сравнили песню Rise Like a Phoenix с саундтреками фильмов о Джеймсе Бонде.
Наблюдались и жёсткие высказывания, осуждающие итоги Евровидения. Так, чешское издание Lidove noviny назвала победу Вурст бредом и доказательством «загнивания Запада». Турецкая газета Hürriyet написала, что после победы Вурст для Турции, которая с 2012 года и так не принимает участия в конкурсе, с Евровидением «покончено раз и навсегда». Католическая радиостанция в Венгрии прервала трансляцию Евровидения как только стало известно, что победителем станет Кончита Вурст. Телеведущий сербского государственного телеканала RTS сравнил прошедшее Евровидение с «шоу уродов».
Участие и победа Кончиты Вурст на Евровидении вызвали жаркие дискуссии и среди российских политиков и журналистов. Журналист Айдер Муждабаев иронизировал, что разговоры о «загнивании Запада» в связи с победой Кончиты сильно преувеличены, особенно по сравнению с ситуацией в России. После завершения трансляции конкурса в эфире телеканала «Россия-1» состоялась эмоциональная дискуссия, многие участники которой выражали негодование итогами конкурса и заявляли об утрате Европой «традиционных ценностей». Обозреватель газеты «Собеседник» назвал российский телеэфир после конкурса «трэш-шапито». «Неделя» с Марианной Максимовской высмеяло телеэфир, назвав это «средневековым шоу национальных комплексов». Журналистка Юлия Латынина, отметила, что не удивлена победе Кончиты, поскольку считает конкурс далёким от музыки и «битвой фриков», однако поразилась бурной негативной реакцией российского общества, которое ещё недавно не реагировало на Верку Сердючку. Журналист Александр Подрабинек сравнил неприятие Кончиты с расизмом, поскольку в обоих случаях моральные и деловые качества человека связываются с его внешностью.

### Критика со стороны консервативных политиков
Во многих странах победа Кончиты Вурст подверглась критике со стороны консервативных политиков. Подобно своим австрийским коллегам, лидер польской право-клерикальной партии «Право и справедливость» Ярослав Качиньский назвал победу травести-артиста «доказательством разложения современной Европы», признаком «заката и упадка». Один из лидеров турецкой правой «Партии справедливости и развития» Волкан Бозкин заявил, что Евровидение «противоречит морали мусульман», так как на нём «присутствует существенная составляющая сексуального характера» и «процветает творчество гей-артистов». В том же духе высказались греческая правопопулистская партия «Национальный фронт», венгерские правые националистические партии ФИДЕС и Йоббик, словацкие христианские демократы и т. д. Лидер латышской националистической партии «Всё для Латвии!» Райвис Дзинтарс назвал образ Кончиты «пиар-изобретением Путина», а её победу на Евровидении — лучшим подарком для Путина в информационной войне по дискредитации Европы.
В России из уст многих политиков также прозвучали слова о том, что образ Кончиты Вурст является пропагандой гомосексуализма и морального разложения. В частности, депутат Ольга Баталина заявила, что победа Кончиты Вурст является прямым следствием «пропаганды нетрадиционной, в том числе гей-культуры», которая, по её словам, ведётся агрессивно и напористо. Депутат Виталий Милонов назвал певицу «существом неопределённого пола», являющимся «оскорблением большинства населения России». Депутат Валерий Рашкин (КПРФ) предложил России больше не участвовать в Евровидении и учредить конкурс «Голос Евразии». По его словам, итоги конкурса 2014 года «переполнили чашу терпения». Лидеры «Справедливой России» Сергей Миронов и ЛДПР Владимир Жириновский назвали победу Вурст «сумасшествием» и «сгниванием» Европы.
Некоторые обозреватели высказали мнение, что выбор Кончиты Вурст — это протест против гомофобной политики России и принятия ею закона о «гей-пропаганде». Сама Вурст после победы заявила: «Этот вечер посвящён всем, кто верит в мир и свободу. Вы знаете, кто вы. Мы едины и мы непобедимы». Позднее то же послание она передала Владимиру Путину. Сам же Путин раскритиковал Кончиту Вурст: по его мнению, она «агрессивно щеголяла своей сексуальностью и сделала из себя шоу». Вместе с тем он добавил, что любой имеет право жить так, как хочет, но не должен делать это демонстративно.

### Реакция религиозных лидеров
Глава Синодального информационного отдела Русской православной церкви Владимир Легойда заявил о том, что победа Вурст — это очередное «звено в цепи культурной легитимизации порока в современном мире» и «попытка закрепления новых культурных норм». Митрополит Сербской православной церкви Амфилохий назвал наводнение на Балканах «божьей карой» за победу Кончиты Вурст, хотя наиболее пострадавшие от наводнения Сербия и Босния и Герцеговина в Евровидении не участвовали. По словам митрополита, победа Вурст «пропагандирует извращение человеческой натуры», а сама певица «уподобляется Иисусу».
Священник Обновленной УАПЦ Яков Кротов считает, что Нойвирт целенаправленно копирует Христа и что текст его песни «Воскреснуть как феникс» глубоко христианский, поднимающий базовые вопросы веры. Также он отмечает, что и предыдущая песня That’s What I Am является «точным воспроизведением» библейского самоопределения Бога как «Я есмь Тот, Кто есмь».
Глава Католической церкви в Австрии архиепископ Кристоф Шёнборн приветствовал победу Кончиты, назвав послание толерантности, которое содержалось в выступлении Вурст, «очень реальной и важной темой», поэтому, продолжил кардинал, все люди, в том числе и те, кто «в своём теле не чувствуют себя дома» заслуживают уважения. В то же время Шёнборн добавил, что будет молиться за Тома в «борьбе за его жизнь», придерживаясь учения Католической церкви о греховности гомосексуальности.

### Реакции в культурной среде России
Музыкальный критик Сергей Соседов так отозвался о выступлении на Евровидении Кончиты Вурст: «Этот мужчина в образе женщины дал фору всем женщинам Евровидения. По уровню и качеству вокала, по уровню музыкальной композиции, по уровню красоты, тонкости, женственности».
Критик Slon Magazine Анна Рулевская отметила, что образ Кончиты Вурст несёт несколько смысловых нагрузок. Во-первых, это разрушение стереотипов (причём не только гендерных). Во-вторых, это борьба за свободу личности и самовыражения без всяких условностей. В-третьих, это призыв к толерантности и гуманизму. Звуки.ру назвали выступление «сильным и самодостаточным высказыванием».
Критик Борис Барабанов заметил, что Евровидение продемонстрировало «чрезвычайно политизированный выбор, но и хороший музыкальный вкус» и что целью выбирающих было показать, что «свободный человек свободен во всем». А историк и журналист Николай Усков подчеркнул, что карнавальность, эпатаж и переодевание — это суть эстрадного искусства. Критики Артемий Троицкий и Михаил Марголис отметили, что конкурс «Евровидение» давно известен своим пристрастием к фрик-шоу и особой популярностью в гей-среде, поэтому победа Кончиты Вурст им видится вполне закономерным событием.
С положительной оценкой выступления Кончиты на «Евровидении» высказались Леонид Агутин, Филипп Киркоров, Анна Нетребко, Сергей Лазарев, Анфиса Чехова, Мария Яремчук, Арам MP3, «Бурановские бабушки», Хулио Иглесиас, Элтон Джон с мужем Девидом Фернишом, Шер. Андрей Данилко отметил, что яркий образ имеет важное значение в эстрадном выступлении, а образ бородатой женщины берёт свои корни от передвижных цирков и ярмарок. Однако он подчеркнул, что эпатажная внешность не дала бы успеха, если бы у Кончиты не было «яркой песни, исполненной эмоционально, сильным голосом».
С резким неприятием в адрес Вурст высказались Тимати, Александр Новиков и Александр Панкратов-Чёрный, Лолита Милявская, Шура, Влад Соколовский, Николай Тимофеев, Доминик Джокер, рэперы 5Плюх, ST и другие. Иосиф Пригожин перед конкурсом назвал её «чучелом», «разрушающим общество и психологию людей», «не имеющим ни настоящего, ни будущего» и поющего бессодержательную и слабую песню. Однако после победы Вурст признал, что её выступление было самым «заметным». Отар Кушанашвили разразился в эфире матом и избил картонное изображение певицы.
Руководство ежегодного международного фестиваля «Славянский базар», проходящего в Витебске (Белоруссия), в 2014 году впервые отказалось от традиционного приглашения победителя Евровидения.

### Реакция в интернете
Победа Кончиты Вурст буквально «взорвала» Рунет. В дискуссии о певце поучаствовали в том числе и Дмитрий Рогозин и Станислав Кучер, Рустем Адагамов, Илья Варламов, Алексей Навальный, Максим Кац и другие. Рунет наполнился не только возмущением, но и многочисленными шутками и карикатурами. Кроме того, в сети начались два флешмоба, одни сбривали себе бороды, а другие — их делали. Сбрили щетину, например, Андрей Малахов, Влад Соколовский, Николай Тимофеев, Доминик Джокер, рэперы 5Плюх, ST и другие. Кроме того, интернет наводнили «фотожабы», на которых бороды пририсовывались известным женщинам.